# Нестеренко, Пётр Максимович
Пётр Максимович Нестеренко (1904 — 1966, село Виноградное, Новоазовский район, Донецкая область, Украинская ССР) — председатель колхоза имени XX партсъезда Приморского района Сталинской области, Украинская ССР. Герой Социалистического Труда (1958).

## Биография
Родился в 1904 году в крестьянской семье. С раннего возраста трудился в сельском хозяйстве. С 1951 года — председатель колхоза (с 1956 года — колхоз имени XX партсъезда Приморского района, позднее — «Родина») с центральной усадьбой в селе Виноградное Новоазовского района. Сельскохозяйственные угодья колхоза составляли 5581 гектаров, из которых около 4900 гектаров — пахотные земли.
В годы Пятой пятилетки (1951—1955) труженики колхоза ежегодно показывали высокие трудовые результаты в сельском хозяйстве. Указом Президиума Верховного Совета СССР от 26 февраля 1958 года удостоен звания Героя Социалистического Труда за «особые заслуги в развитии сельского хозяйства и достижение высоких показателей по производству зерна, сахарной свёклы, мяса, молока и других продуктов сельского хозяйства и внедрение в производство достижений науки и передового опыта» с вручением ордена Ленина и золотой медали «Серп и Молот» (№ 8094).
Проживал в селе Виноградное. Возглавлял колхоз до своей скоропостижной кончины в 1966 году.